# جون جاكسون (محامي)
جون جاكسون (بالإنجليزية: John Jackson)‏ هو اقتصادي ومحامي أمريكي، ولد في 6 أبريل 1932 في كانساس سيتي في الولايات المتحدة، وتوفي في 7 نوفمبر 2015.